# ルナチャルスキー (小惑星)
ルナチャルスキー (2446 Lunacharsky) は小惑星帯にある小惑星である。リュドミーラ・チェルヌイフがクリミア天体物理天文台で発見した。
名称は、ソビエト連邦（当時）の初代教育人民委員（文部大臣）を勤めたウクライナ出身の革命家・政治家、アナトリー・ルナチャルスキーに因んで付けられた。